# 邓盛
邓盛（？—？），字伯能，弘農人，東漢官員，官至太尉。

## 生平
建寧初任并州刺史，太原郡吏王允指责太守王球所用非人，王球将王允下狱。邓盛保释王允，请王允做自己的别驾从事。因为邓盛办事秉公，任太仆。中平元年（184年）四月，邓盛接替杨赐任太尉。中平二年（185年）五月，邓盛因久病而免太尉之职，太仆张延为太尉。
同時代另一鄧盛字伯直，為蒼梧人，曾任秭歸令、太尉掾，非此鄧盛。